# 假轮叶科
假轮叶科也叫拟棕科或刺鳞木科，共包括6属约110种，主要分布在南半球。
本科植物基本为乔木和灌木，全部原生于南美洲，只有水茴草属为草本，生长在南半球其他区域。1981年的克朗奎斯特分类法将其放在报春花目中，1998年根据基因亲缘关系分类的APG 分类法将其放在杜鹃花目并增加了原属于报春花科的水茴草属约15种。2009年APG III将本科并入报春花科Primulaceae。